# Каллікун (переписна місцевість, Нью-Йорк)
Каллікун (англ. Callicoon) — переписна місцевість (CDP) в США, в окрузі Салліван штату Нью-Йорк. Населення — 206 осіб (2020).

## Географія
Каллікун розташований за координатами 41°46′1″ пн. ш. 75°3′43″ зх. д. / 41.76694° пн. ш. 75.06194° зх. д. (41.766858, -75.062027).  За даними Бюро перепису населення США в 2010 році переписна місцевість мала площу 1,15 км², з яких 0,93 км² — суходіл та 0,22 км² — водойми.

## Демографія
Згідно з переписом 2010 року, у переписній місцевості мешкало 167 осіб у 89 домогосподарствах у складі 43 родин. Густота населення становила 145 осіб/км².  Було 133 помешкання (115/км²).
Расовий склад населення:
| - 97,6 % — білих - 0,6 % — чорних або афроамериканців - 0,6 % — азіатів |

До двох чи більше рас належало 0,6 %. Частка іспаномовних становила 8,4 % від усіх жителів.
За віковим діапазоном населення розподілялося таким чином: 16,8 % — особи молодші 18 років, 62,2 % — особи у віці 18—64 років, 21,0 % — особи у віці 65 років та старші. Медіана віку мешканця становила 50,8 року. На 100 осіб жіночої статі у переписній місцевості припадало 85,6 чоловіків;  на 100 жінок у віці від 18 років та старших — 87,8 чоловіків також старших 18 років.
Середній дохід на одне домашнє господарство  становив 43 258 доларів США (медіана — 39 063), а середній дохід на одну сім'ю — 40 208 доларів (медіана — 37 708). Медіана доходів становила 51 833 долари для чоловіків та 31 786 доларів для жінок. 
Цивільне працевлаштоване населення становило 114 осіб. Основні галузі зайнятості: мистецтво, розваги та відпочинок — 22,8 %, оптова торгівля — 16,7 %, транспорт — 13,2 %, науковці, спеціалісти, менеджери — 12,3 %.